# Ensemble grande canônico
Em mecânica estatística, o Ensemble Grande Canônico, Grande Ensemble ou Ensemble Macrocanônico é um ensemble estatístico que modeliza um sistema termodinâmico em contato com um reservatório térmico e de partículas, com temperatura e potencial químico fixos. 
Um dos interesse desse ensemble é sua capacidade de tratar sistemas com número de partículas variável, além do fato que a função de partição grande canônica é às vezes mais simples a calcular que a função de partição do ensemble canônico, como no caso dos gases quânticos de férmions e bósons.

## Função de partição
Classicamente, a função de partição do ensemble grande canônico é dada pela soma ponderada da função de partição do ensemble canônico para um sistema de {\displaystyle N\,} partículas
{\displaystyle {\mathcal {Z}}(z,V,T)=\sum _{N=0}^{\infty }z^{N}\,Z(N,V,T)\,}
onde {\displaystyle Z(N,V,T)\,} é a função de partição do ensemble canônico para um sistema de volume V à temperatura T com o número de partículas N fixo. O parâmetro {\displaystyle z\,} é definido abaixo e é chamado fugacidade (ou atividade) do sistema
{\displaystyle \mu =k_{B}T\ln z\,}
onde {\displaystyle \mu \,} corresponde ao potencial químico.
A função de partição grande canônica ainda pode ser reescrita como uma soma sobre os microestados j do sistema, caracterizados pela energia {\displaystyle E_{j}\,} e pelo número de partículas {\displaystyle N_{j}\,}, 
{\displaystyle {\mathcal {Z}}(z,V,T)=\sum _{j}\exp(-\beta E_{j}+\beta \mu N_{j})\,}
onde {\displaystyle \beta =1/k_{B}T\,}.

## Quantidades termodinâmicas
Se considerarmos {\displaystyle z\,} e {\displaystyle \beta \,} como variáveis independentes, o número médio de partículas e a energia interna média do sistema são dados por
{\displaystyle \langle N\rangle =z{\frac {\partial }{\partial z}}\ln {\mathcal {Z}}(z,V,T)\;\;{\text{ e }}\;\;\langle E\rangle =-{\frac {\partial }{\partial \beta }}\ln {\mathcal {Z}}(z,V,T).}
Se considerarmos {\displaystyle \mu \,} e {\displaystyle \beta \,} como variáveis independentes, obtemos expressões equivalentes para o número de partículas
{\displaystyle \langle N\rangle ={\dfrac {1}{\beta }}{\frac {\partial }{\partial \mu }}\ln {\mathcal {Z}}(\mu ,V,\beta )\;\;{\text{ e }}\;\;\langle E\rangle =-{\dfrac {\partial }{\partial \beta }}\ln {\mathcal {Z}}(\mu ,V,\beta )+\mu \langle N\rangle }
Os potenciais termodinâmicos podem igualmente ser obtidos, sendo a conexão com a termodinâmica estabelecida pelo grande potencial {\displaystyle \Phi } que nos fornece todas as quantidades de interesse no limite termodinâmico. A energia livre de Helmholtz possibilita o mesmo tipo de conexão quando o problema é tratado pelo ensemble canônico.
{\displaystyle \Phi (T,V,\mu )=-{\dfrac {1}{\beta }}\ln {{\mathcal {Z}}(T,V,\mu )}}
A pressão, por exemplo, também pode ser expressa em termos da função de partição grande canônica
{\displaystyle PV=k_{B}T\ln {\mathcal {Z}}}

## Estatística de bósons e férmions
A função de partição grande canônica de um sistema de bósons e férmions pode ser facilmente calculada a partir do conceito de número de ocupação, diferentemente da função de partição canônica que não se fatoriza devido as correlações introduzidas pelo princípio de exclusão de Pauli.
Denotamos {\displaystyle n_{i}} o número de partículas no auto-estado {\displaystyle i\,} de energia {\displaystyle \epsilon _{i}\,} para um micro-estado específico do sistema. Nesse caso, a função de partição de um sistema de férmions ou bósons independentes e idênticos se fatoriza 
{\displaystyle {\mathcal {Z}}(z,V,T)=\prod _{k}\left(\sum _{n_{k}}e^{-\beta (\epsilon _{k}-\mu )n_{k}}\right),}
sendo essas somas calculáveis a partir do princípio de exclusão de Pauli, que impõe {\displaystyle n_{i}={\text{0,1}}\,} para férmions e {\displaystyle n_{i}\,} natural para bósons, de forma que ela se escreve
{\displaystyle \ln {\mathcal {Z}}=-\tau \sum _{k=1}^{\infty }\ln \left[1-\tau \exp {(\beta (\mu -\epsilon _{k}))}\right],}
em que {\displaystyle \tau =1} para bósons e {\displaystyle \tau =-1} para férmions.